# HD109536
HD109536 — хімічно пекулярна зоря спектрального класу A4, що має видиму зоряну величину в смузі V приблизно  5,1.
Вона  розташована на відстані близько 112,8 світлових років від Сонця.